# Cariopse

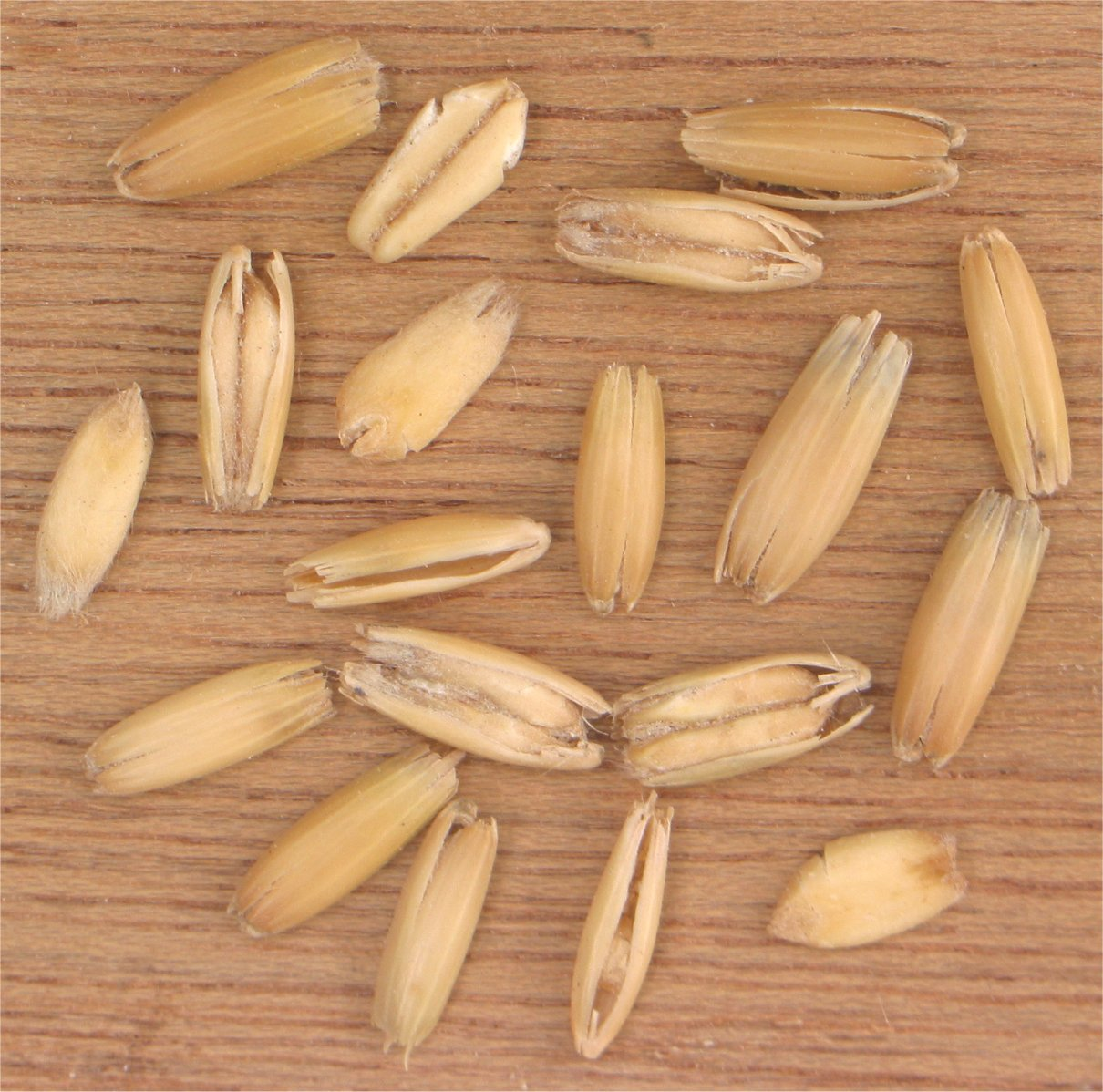
Aveia.

Cariopse é é a designação dada em botânica a um tipo de fruto que apresenta a semente soldada ao pericarpo em toda a sua extensão. É o tipo de fruto típico das gramíneas, entre as quais o milho, o trigo e o arroz. 

## Descrição
A estrutura anatômica é basicamente a mesma. 
Alguns tipos de cariopse:
- Cariopse nua: frutos que possuem somente germe, endosperma e membrana da semente. Por ex.: milho, trigo e centeio.
- Cariopse vestida: frutos que possuem fusão de glumos que formam a casca. Por exemplo: arroz, aveia e cevada.